# Эртугрулоглу, Тахсин
Тахсин Эртугрулоглу (тур. Tahsin Ertuğruloğlu; род. 1953) ― политический деятель Турецкой Республики Северного Кипра. Депутат Ассамблеи ТРСК в 1998―2018 годах. В 1998―2010 годах был членом Партии национального единства, занимал пост лидера партии в период с 2006 по 2008 год. Вернулся в ПНЕ в 2012 году. Занимал различные министерские должности, в том числе пост министра иностранных дел и обороны в период с 1998 по 2004 год. 

## Биография
Тахсин Эртугрулоглу родился в 1953 году в Никосии и изучал политологию в Университете Аризоны, который окончил в 1981 году. В 1983 году начал работать в Министерстве иностранных дел и обороны Северного Кипра. 
С 1986 по 1991 год работал в представительстве ТРСК в Лондоне, после чего был назначен помощником премьер-министра и оставался на этой должности до 1994 года. Он был вновь назначен на ту же должность в 1996 году, после чего он также занимал пост президента телерадиокомпании БРТ. 
На парламентских выборах 1998 года Эртугрулоглу был избран членом парламента от округа Лефкоша от Партии национального единства (ПНЕ). С 31 декабря 1998 года по 16 января 2004 года он занимал пост министра иностранных дел и обороны. Был переизбран в парламент в 2003, 2005, 2009 и 2013 годах. С 16 декабря 2006 года по 29 ноября 2008 года он был председателем ПНЕ. 15 марта 2010 года он был исключен из ПНЕ по причине того, что он выставил свою кандидатуру на пост президента в пику лидеру ПНЕ Дервишу Эроглу. Получил 3,81% голосов избирателей на выборах. Решением суда исключение из партии было признано незаконным. 15 июля 2011 года он учредил свою собственную партию «Демократия и доверие», которую он распустил в 2012 году, чтобы снова присоединиться к ПНЕ.  
В 2014 году вызвал скандал, назвав министра иностранных дел Оздила Нами «ребёнком». В июле 2015 года он стал министром транспорта в кабинете премьер-министра Омера Кальонджу. Занимал пост министра иностранных дел в кабинете Озгюргюна, сформированного 16 апреля 2016 года. Срок его полномочий в качестве депутата Ассамблеи ТРСК закончился в 2018 году. 
Эртугруоглу называет себя турецким националистом, считая себя турком, живущим на Кипре, и определяет турок-киприотов как носителей «географической идентичности», вторичной по отношению к общенациональной турецкой. Выступает за урегулирование кипрского конфликта путём международного признания Турецкой Республики Северного Кипра. 

## Критика
20 мая 2016 года Эртугруоглу ввёл ограничение для греческих православных общин на проведение только одной религиозной службы в год, сделав исключение лишь для нескольких церквей и монастырей. Это решение было подвергнуты критике со стороны Инициативы Фамагусты турок-киприотов, а также Бурака Мавиша из Профсоюза учителей-турок-киприотов (KTÖS), хотя Эртугруоглу поддержал Йылмаз Бора лидер Ассоциации бывших военнослужащих при Турецкой организации обороны. 
Во время подготовки к референдуму по плану Аннана для Кипра в 2004 году Эртугрулоглу подвергали критике как «радикального националиста». Это было связано с приписываемом ему высказыванием: «Если понадобится, я буду сражаться в горах и продолжу свою борьбу». Эртугруоглу сказал, что его слова были неверно истолкованы, и он никогда не делал такого заявления, но сказал, он «хотел бы, чтобы он сказал это», и добавил, что «мы должны сопротивляться плану Аннана, даже рискуя жизнью, если есть необходимость ». 

## Личная жизнь
Женат, имеет двоих детей.